# Гибискус липовидный
Гибискус липовидный (лат. Hibiscus tiliaceus) — вид цветущего дерева семейства Мальвовые.

## Описание
Гибискус липовидный — небольшое дерево, образует густые заросли. Большие (длинной 7,5–8 см), широкие, ярко-жёлтые, воронкообразные цветки. Внутри, обычно, тёмно-красное «глазное пятно». Листья почти круглые, в форме сердца, в основном 7 или 9 жилок. Снизу листа тонкие белые волоски.

## Распространение
Растёт на побережьях, в низинах (до 457 м) и влажных местах, особенно у ручьёв и рек. Растение распространено в Океании и на островах Тихого океана и считается родным на Гавайях (встречается на всех основных островах, кроме Ниихау и Кахоолаве), натурализовано в Новом Свете, Пуэрто-Рико и Виргинских островах.

## Использование
Гавайцы использовали древесину для создания аутригеров для каноэ, поплавков для рыболовных сетей, длинных копий для игр. Из внутренней коры делали верёвки и шнуры, из волокон — «травянистые юбки». Кора, корни и цветы использовались в народных средствах.